# آیرنکلد کلاس بلیسل
آیرنکلد کلاس بلیسل (به انگلیسی: Belleisle-class ironclad) یک کلاس از کشتی است که طول آن ۲۴۵ فوت (۷۵ متر) می‌باشد.